# فرانک گرینر
فرانک گرینر (انگلیسی: Frank Greiner؛ زادهٔ ۳ ژوئیهٔ ۱۹۶۶) بازیکن فوتبال اهل آلمان است.
از باشگاه‌هایی که در آن بازی کرده‌است می‌توان به باشگاه فوتبال نورنبرگ، باشگاه فوتبال کایزرسلاوترن، باشگاه فوتبال وولفسبورگ، و باشگاه فوتبال کلن اشاره کرد.